# Say Something (canção de Justin Timberlake)
"Say Something" é uma canção do cantor e compositor americano Justin Timberlake, gravada para o seu quinto álbum de estúdio Man of the Woods (2018)- A canção conta com a participação vocal de Chris Stapleton. "Say Something" foi composta e produzida pelo intérprete, juntamente com Larrance Dopson, Floyd Nathaniel Hills e Timbaland, com composições adicionais de Stapleton. A canção foi lançada em 25 de janeiro de 2018, juntamente com seu videoclipe, servindo como o terceiro single do álbum. No Brasil a música entrou para a trilha sonora da novela Segundo Sol, da Rede Globo.

## Composição e interpretação
"Say Something" é uma balada de country rock otimista que combina com os elementos eletrônicos de suas canções anteriores "Filthy" e "Supplies" com os estilos de country blues de Stapleton. A canção compreende elementos do gospel, do pop, do soul e do jazz. Timberlake e Timbaland, anteriormente, já incorporaram sons de música country, com guitarras twangy em faixas como "What Goes Around... Comes Around". A canção apresenta letras sobre reflexão e arrependimento, meditando sobre a pressão social para ter algo a dizer e sem certeza se você realmente o faz. 
Stephen Trageser, escritor da Nashville Scene, interpretou a letra da canção da seguinte forma:
| “ | ... reconhecendo que alguém com o grau de celebridade, Timberlake pode fazer mais, ocupando menos espaço. Como no caso, percebendo que pesando em questões de interesse público pode facilmente se transformar em um evento focado nele e sua imagem, em vez de realmente servir a causa em questão. | ” |

## Recepção
Aaron Williams, da Uproxx, opinou sobre a canção como "algo surpreendentemente dançável que não está muito longe da zona de conforto habitual de Timberlake", e acrescentou dizendo que "suas vozes também se misturam bem". Will Lavin da revista Joe expressou que "Say Something" é um "Justin Timberlake mais refinado. Parece uma mistura orgânica de vários elementos musicais. Dos tambores inspirados no hip hop, ao riff de guitarra dirigido pela música country, às harmonias da música gospel e com vocais introspectivos e triunfantes. [...] Isto é um JT mais honesto e em seu melhor".
Forrest Wickman, da Slate, disse que o "dueto mais aguardado está à altura de seu hype". Mike Neid da Idolator, disse que é "a primeira música que realmente se sente na marca com o estilo mais orgânico de Man of the Woods. Parece um pouco de risco para o JT, mas é algo que deve ser reconhecido", e opinou dizendo que foi o "melhor" do álbum até agora.

## Videoclipe

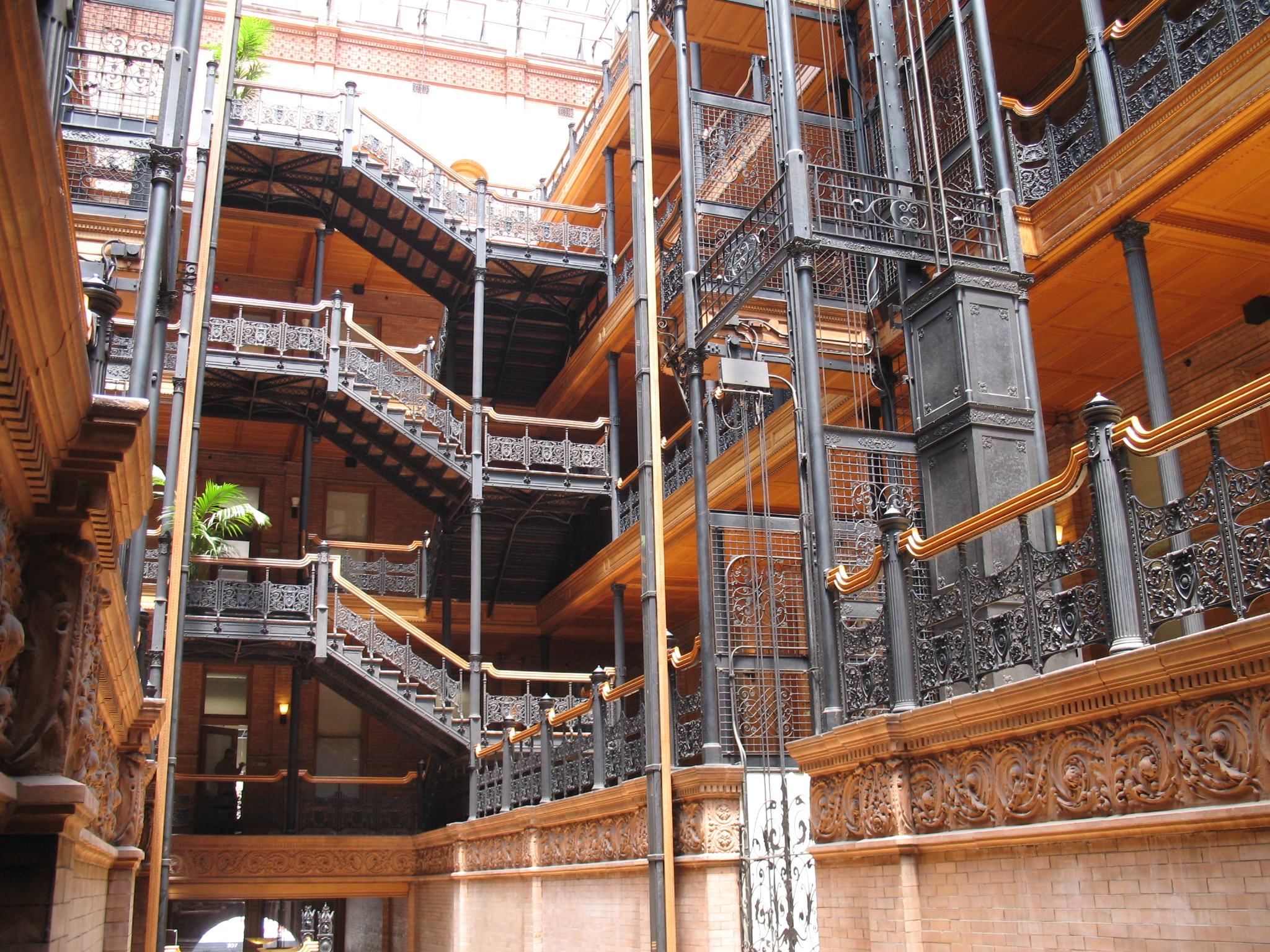
Escadarias e átrio do Bradbury Building, local onde o videoclipe da canção foi gravado.

Dirigido por Arturo Perez Jr. e produzido por La Blogothèque, o vídeo foi filmado usando uma técnica conhecida como "movimento contínuo" e filmada em uma tomada no Bradbury Building em Los Angeles - famosa por sua aparição no filme de ficção científica de 1982 Blade Runner - com elevadores, varandas e escadas que "personificavam o labirinto" e o conceito exigido. A equipe incluiu 17 músicos e um coro de 60 pessoas, para gravar o vídeo e o áudio ao vivo em apenas uma. O vídeo começa com Timberlake sozinho em uma sala criando batidas e efeitos em um sampler MPC. A câmera o acompanha enquanto ele caminha com um violão e sobe em um elevador. Saindo, ele encontra Stapleton numa escada próxima.

## Créditos e pessoal
- Justin Timberlake – produção, produção de vocal, guitarra, violão
- Timbaland – produção
- Danja – produção
- Chris Stapleton – vocais, violão
- Chris Godbey – engenharia
- Ben Sedano – assistente de engenharia
- Elliot Ives – guitarra

## Desempenho nas tabelas musicais
| Tabelas musicais (2018)                        | Melhor posição |
| ---------------------------------------------- | -------------- |
| O campo songid é OBRIGATÓRIO PARA PARADA ALEMÃ | 14             |
| Austrália (ARIA)                               | 24             |
| Áustria (Ö3 Austria Top 75)                    | 21             |
| Bélgica (Ultratop 50 da Valônia)               | 28             |
| Bélgica (Ultratop 50 de Flandres)              | 22             |
| Canadá (Billboard CHR/Top 40)                  | 43             |
| Canadá (Canadian Hot 100)                      | 6              |
| Dinamarca (Tracklisten)                        | 16             |
| Escócia (Scottish Singles Chart)               | 9              |
| Eslováquia (Singles Digitál Top 100)           | 17             |
| Espanha (PROMUSICAE)                           | 18             |
| Estados Unidos (Billboard Adult Contemporary)  | 18             |
| Estados Unidos (Billboard Adult Top 40)        | 14             |
| Estados Unidos (Billboard Hot 100)             | 9              |
| Estados Unidos (Billboard Mainstream Top 40)   | 20             |
| França (SNEP)                                  | 11             |
| Hungria (Stream Top 40)                        | 14             |
| Irlanda (IRMA)                                 | 41             |
| Itália (FIMI)                                  | 80             |
| Noruega (VG-lista)                             | 39             |
| Nova Zelândia (Recorded Music NZ)              | 30             |
| Países Baixos (Dutch Top 40)                   | 18             |
| Países Baixos (Single Top 100)                 | 31             |
| França (SNEP)                                  | 11             |
| Portugal (AFP)                                 | 23             |
| República Checa (Singles Digitál Top 100)      | 11             |
| Suécia (Sverigetopplistan)                     | 28             |
| Suíça (Schweizer Hitparade)                    | 8              |

## Certificações
| País             | Certificação | Vendas |
| ---------------- | ------------ | ------ |
| Austrália (ARIA) | Ouro         | 35.000 |

## Histórico de lançamento
| Região         | Data                    | Formato                     | Gravadora(s) |
| -------------- | ----------------------- | --------------------------- | ------------ |
| Vários         | 25 de janeiro de 2018   | Download digital, streaming | RCA          |
| Estados Unidos | 13 de fevereiro de 2018 | Rádios mainstream           | RCA          |